# Бубање
Бубање је насеље у општини Беране у Црној Гори. Према попису из 2003. било је 213 становника (према попису из 1991. било је 290 становника).

## Демографија
У насељу Бубање живи 174 пунолетна становника, а просечна старост становништва износи 41,3 година (38,2 код мушкараца и 45,9 код жена). У насељу има 68 домаћинстава, а просечан број чланова по домаћинству је 3,12.
Становништво у овом насељу веома је хетерогено, а у последња три пописа, примећен је пад у броју становника.
|  |

| Демографија | Демографија | Демографија |
| Година      | Становника  | Становника  |
| ----------- | ----------- | ----------- |
|             |             |             |
|             |             |             |
|             |             |             |
|             |             |             |
| 1948.       | 379         |             |
| 1953.       | 443         |             |
| 1961.       | 470         |             |
| 1971.       | 433         |             |
| 1981.       | 336         |             |
| 1991.       | 290         | 290         |
| 2003.       | 212         | 213         |
|             |             |             |

| Етнички састав према попису из 2003.‍ | Етнички састав према попису из 2003.‍ | Етнички састав према попису из 2003.‍ | Етнички састав према попису из 2003.‍ | Етнички састав према попису из 2003.‍ |
| ------------------------------------ | ------------------------------------ | ------------------------------------ | ------------------------------------ | ------------------------------------ |
|                                      |                                      |                                      |                                      |                                      |
| Срби                                 | Срби                                 |                                      | 119                                  | 55,86%                               |
| Црногорци                            | Црногорци                            |                                      | 88                                   | 41,31%                               |
| Југословени                          | Југословени                          |                                      | 2                                    | 0,93%                                |
| непознато                            | непознато                            |                                      | 2                                    | 0,93%                                |

| Година пописа     | 1948. | 1953. | 1961. | 1971. | 1981. | 1991. | 2003. |
| ----------------- | ----- | ----- | ----- | ----- | ----- | ----- | ----- |
| Број домаћинстава | 68    | 80    | 77    | 72    | 76    | 75    | 68    |

| Број чланова      | 1  | 2 | 3  | 4  | 5  | 6 | 7 | 8 | 9 | 10 и више | Просек |
| ----------------- | -- | - | -- | -- | -- | - | - | - | - | --------- | ------ |
| Број домаћинстава | 68 | 9 | 24 | 10 | 11 | 6 | 5 | 3 | 0 | 0         | 0      |

| Пол    | Укупно | Неожењен/Неудата | Ожењен/Удата | Удовац/Удовица | Разведен/Разведена | Непознато |
| ------ | ------ | ---------------- | ------------ | -------------- | ------------------ | --------- |
| Мушки  | 107    | 54               | 44           | 7              | 0                  | 2         |
| Женски | 80     | 18               | 47           | 14             | 0                  | 1         |
| УКУПНО | 187    | 72               | 91           | 21             | 0                  | 3         |

| Пол    | Укупно                    | Пољопривреда, лов и шумарство | Рибарство                            | Вађење руде и камена | Прерађивачка индустрија       |
| ------ | ------------------------- | ----------------------------- | ------------------------------------ | -------------------- | ----------------------------- |
| Мушки  | 51                        | 25                            | 0                                    | 0                    | 6                             |
| Женски | 16                        | 8                             | 0                                    | 0                    | 2                             |
| УКУПНО | 67                        | 33                            | 0                                    | 0                    | 8                             |
| Пол    | Производња и снабдевање   | Грађевинарство                | Трговина                             | Хотели и ресторани   | Саобраћај, складиштење и везе |
| Мушки  | 1                         | 7                             | 1                                    | 0                    | 3                             |
| Женски | 0                         | 1                             | 1                                    | 0                    | 1                             |
| УКУПНО | 1                         | 8                             | 2                                    | 0                    | 4                             |
| Пол    | Финансијско посредовање   | Некретнине                    | Државна управа и одбрана             | Образовање           | Здравствени и социјални рад   |
| Мушки  | 0                         | 0                             | 5                                    | 2                    | 0                             |
| Женски | 0                         | 1                             | 1                                    | 0                    | 1                             |
| УКУПНО | 0                         | 1                             | 6                                    | 2                    | 1                             |
| Пол    | Остале услужне активности | Приватна домаћинства          | Екстериторијалне организације и тела | Непознато            | Непознато                     |
| Мушки  | 0                         | 0                             | 0                                    | 1                    | 1                             |
| Женски | 0                         | 0                             | 0                                    | 0                    | 0                             |
| УКУПНО | 0                         | 0                             | 0                                    | 1                    | 1                             |